# ЦНИРТИ
АО Центральный научно-исследовательский радиотехнический институт имени академика А. И. Берга (АО ЦНИРТИ) — российское предприятие, являвшееся головным в разработке радиоэлектронной аппаратуры (РЭА) для радиоэлектронной разведки и радиоэлектронной борьбы (РЭБ) авиационного, наземного и космического базирования. Входит в состав Концерна воздушно-космической обороны «Алмаз-Антей».

## История
Институт был основан 4 июля 1943 года указом И. В. Сталина № ГОКО-3686сс «О радиолокации» под названием «Всесоюзный научно-исследовательский институт радиолокации». Инициатором создания и первым руководителем стал инженер-контр-адмирал, профессор Аксель Берг. Институту было отведено здание бывшего Николаевского женского коммерческого училища.
Институт являлся передовым центром разработки радиолокационного оборудования, исследования распространения радиоволн для целей навигации, прицельного бомбометания, артиллерийской разведки и дальнего обнаружения баллистических ракет.
В середине 1950-х годов в институте стали развиваться направления по разработке средств РЭБ. К концу 1950-х годов это направление стало основным в деятельности института.
В мае 1991 года сотрудниками ЦНИРТИ была основана компания «НТЦ Альфа-1».
В 2012 году в СМИ появились сообщения о разработке институтом системы распознавания личности и «чёрный ящик» для регистрации действий, совершённых со стрелковым оружием.
23 февраля 2024 года предприятие включено в блокирующий санкционный список США против компаний оборонного сектора, так как оно «создаёт спутниковое и радиолокационное оборудование по контрактам с МО РФ».

## Директора
- 1943, 1947—1957: Берг, Аксель Иванович;
- 1943—1946: Стась, Пётр Зиновьевич;
- 1946—1947: Владимирский, Сергей Михайлович;
- 1957—1958: Батраков, Александр Данилович;
- 1958—1964: Плешаков, Пётр Степанович:
- 1964—1968: Емохонов, Николай Павлович;
- 1968—1985: Мажоров, Юрий Николаевич;
- 1985—1986: Заборов Валерий Петрович (ВРИО);
- 1986—1987: Спиридонов, Юрий Алексеевич;
- 1987—2003: Шулунов, Алексей Николаевич;
- 2003—2004: Казанцев, Геннадий Васильевич;
- 2004—2005: Лукьянов, Сергей Николаевич;
- 2005—2015: Лобанов, Борис Семёнович;
- 2015—2016: Шпак, Александр Васильевич;
- 2016—2017: Нефедов, Сергей Игоревич;
- с 2017: Андреев, Григорий Иванович.

## Разработки

### Системы КРЭН
Поколения систем космического радиоэлектронного наблюдения (КРЭН), разработанных в ЦНИРТИ:
1. «Куст-12» — разработка 1959—1961 гг.
2. «Целина-О» — разработка 1964—1970 гг. На вооружении Минобороны 1971—1984 гг.
3. «Целина-Д» — разработка 1965—1974 гг. Позволяла определять географические координаты РЛС. Принята на вооружение в 1974, эксплуатировалась до 1993.
4. «Целина-2» — разработка 1976—1988 гг. Испытания начались в 1984, принята на вооружение в 1988 г. Эксплуатируется по настоящее время.
5. «Лиана»    — разработка 2000—2010 гг. Система пассивной радиолокации, включающая спутник Лотос-С. Эксплуатируется 2 шт (на ноябрь 2015). Ведется модернизация аппаратного комплекса силами соисполнителей.

### Системы РЭБ, РЭП

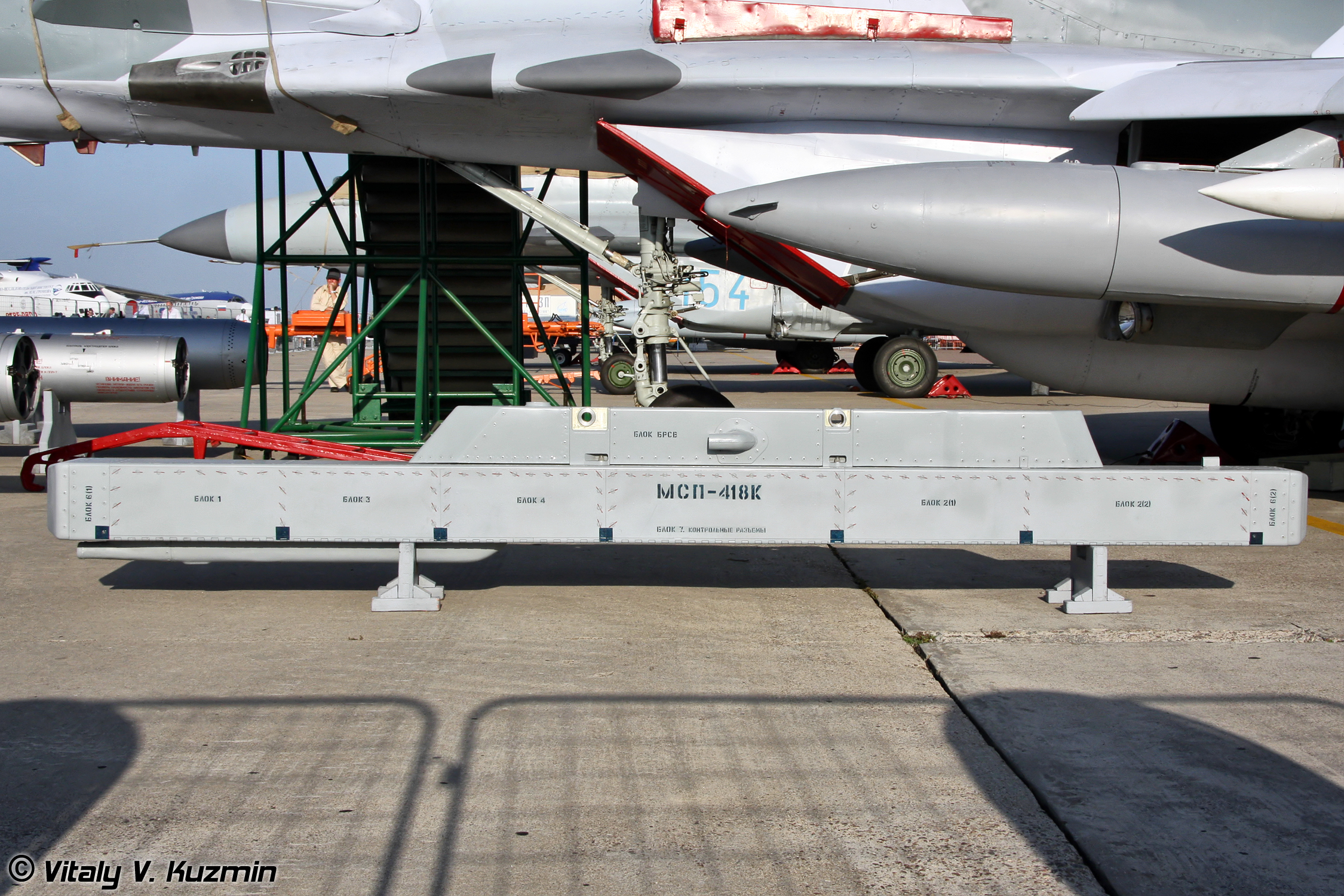
МСП-418К.

Системы радиоэлектронной борьбы (РЭБ) и радиоэлектронного противодействия (РЭП):
- МСП-418К — малогабаритная станция помех № 418 мод. К
- АБРЛ — активная буксируемая радиолокационная ловушка
- Гардения 1ФУЭ — станция помех
- Омуль — система радиопротиводействия